# Martialinae
Martialinae is een onderfamilie van van de familie mieren.

## Geslachten
(Indicatie van aantallen soorten per geslacht tussen haakjes)
- Martialis  (1)